# Peloria
Peloria (grekiska: missfoster) var Linnés benämning på en mutation av Linaria som förorsakade honom stort bekymmer, ty om den femtaliga blomman var densamma som den normala, tvåläppiga, fyrtaliga skulle därmed själva grundvalen för hans system rubbas.
Numera används ordet peloria om en regelbunden blomma hos en växt som normalt har oregelbundna. Hos t. ex. fingerborgsblomman finns ofta en stor peloria i blomställningens topp.